# Nitrite-réductase à cytochrome c
La nitrite-réductase à cytochrome c, ou cytochrome c nitrite-réductase (ccNiR), est une oxydoréductase qui catalyse la réaction :
NH3 + 2 H2O + 6 ferricytochrome c  {\displaystyle \rightleftharpoons }  NO2− + 6 ferrocytochrome c + 7 H+.
Cette enzyme intervient dans la réduction du nitrate NO3− en ammoniac NH3 permettant à certaines bactéries d'utiliser le nitrite NO2− comme accepteur d'électrons en conditions anaérobies.